# Герб Арцизького району
Герб Арцизького району — офіційний символ Арцизького району, затверджений 21 жовтня 2009 р. рішенням сесії районної ради.

## Опис
На лазуровому щиті з золотою мурованою в чотири ряди базою летить срібний лелека з червоними дзьобом i лапами, що тримає y дзьобі золоте гроно винограду зі стеблом i листям. Щит обрамлено золотим декоративним картушем, увінчаним стилізованою золотою короною з колосків i квітки соняшника. На лазуровій девізній стрічці срібний напис "Арцизький район".